# Francesco Geminiani

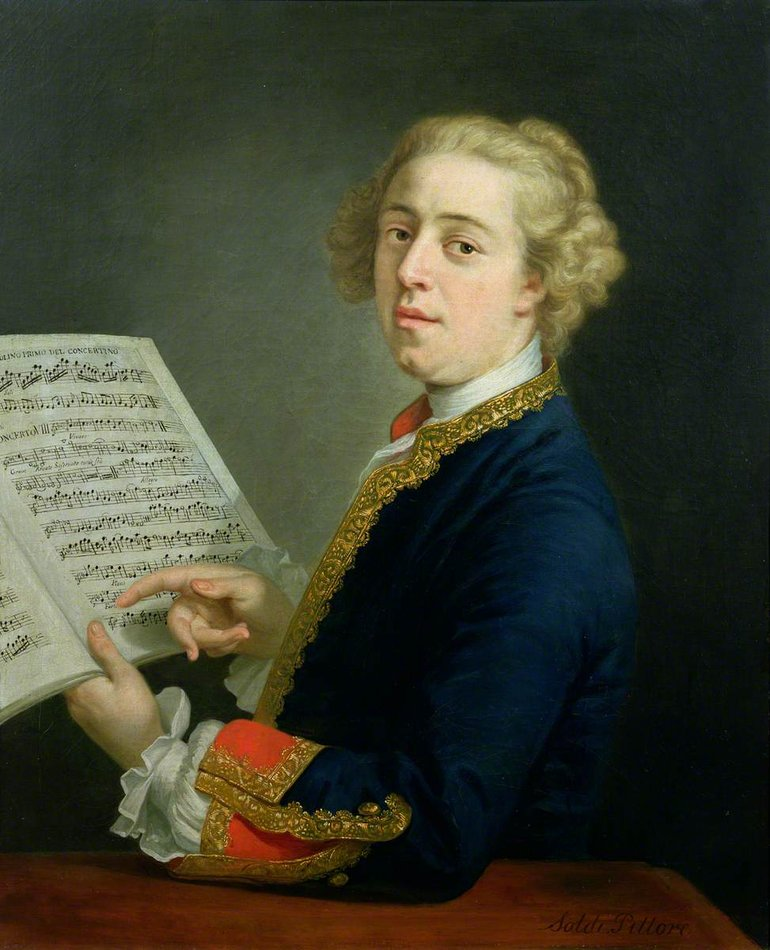
Francesco Geminiani

Francesco Saverio Geminiani (n. 1687, Lucca, Republic of Lucca⁠(d) – d. 17 septembrie 1762, Dublin, Regatul Irlandei) a fost un violonist, compozitor și teoretician italian.

## Biografie
Născut la Lucca, a primit lecții de muzică de la Alessandro Scarlatti și a studiat vioara sub îndrumarea lui Carlo Ambrogio Lonati în Milano și apoi sub îndrumarea lui Arcangelo Corelli. În 1707 a preluat locul deținut de tatăl său din Cappella Palatina din Lucca. Din 1711 a fost liderul orchestrei de operă din Napoli ca Liderul Orchestrei Operei și ca maestru de concert, poziție care i-a oferit posibilitatea să lucreze cu Scarlatti. După o revenire temporară în Lucca s-a îndreptat spre Londra în 1714 unde a sosit cu reputația de violonist virtuoz și a atras în curând atenția unor persoane influente. În 1715 a interpretat concertul său pentru vioară la curtea lui George I al Marii Britanii, cu Händel la claviatură.
Geminiani și-a câștigat existența ca pedagog și compozitor; mulți dintre elevii săi au avut cariere de succes, inclusiv Charles Avison, Matthew Dubourg, Michael Christian Festing, Bernhard Joachim Hagen și Cecilia Young.
După ce a vizitat Parisul și a locuit o perioadă acolo, a revenit la Londra în 1755. În 1761, în timpul unui sejur la Dublin, un servitor i-a furat un manuscris căruia Geminiani i-a alocat mult timp și efort. A fost atât de afectat de această pierdere încât, se spune, devastarea i-a grăbit moartea.
Se pare că a fost un violonist de primă clasă. Elevii săi italieni l-au numit Il Furibondo ("Nebunul") datorită ritmurilor sale expresive.

## Lucrări
Cele mai cunoscute lucrări ale lui Geminiani sunt trei seturi de concerti grossi: Opus 2 (1732), Opus 3 (1733) și Opus 7 (1746) (sunt 42 de concerte per total) care introduc viola ca solist în grupul concertistic, transformându-le practic în concerte pentru cvartet de coarde. Aceste lucrări sunt puternic contrapunctuale  pentru a mulțumi publicul londonez încă îndrăgostit de Corelli.
Cea mai mare contribuție a lui Geminiani este tratatul său din 1751 Arta cântatului la vioară, publicat la Londra, care este cea mai cunoscută și complexă rezumare a tehnicii italiene de interpretare la vioară din secolul al XVIII-lea și este o sursă importantă pentru studiul interpretării din perioada barocului. Cartea este structurată sub forma a 24 de exerciții acompaniate de un text relativ scurt dar foarte informativ ce oferă instrucțiuni detaliate despre articulații, triluri și alte tehnici, schimbarea pozițiilor și alte aspecte ale mâinii drepte și stângi. Instrucțiunile din acest tratat sunt opuse celor oferite de Leopold Mozart în Tratatul Principiilor Fundamentale ale Cântatului la Vioară (1756) cu privire la unele tehnici precum ținerea arcușului sau despre vibrato.
Guida harmonica (1752) este una dintre cele mai neobișnuite tratate de armonie din barocul târziu și servește pe post de ghid enciclopedic pentru modele de basso continuo; sunt 2.236 de modele per total.
Geminiani a publicat și lucrări pentru vioară solo, trei seturi de concerte pentru vioară, 12 triouri pentru vioară, Arta acompaniamentului la clavecin, orgă, etc. (1754), Lecții de clavecin, Arta cântatului la chitară (1760) și alte lucrări.